# Cal Manets
Cal Manets és una obra noucentista de l'Hospitalet de Llobregat (Barcelonès) inclosa a l'Inventari del Patrimoni Arquitectònic de Catalunya.

## Descripció
Casa d'una sola planta amb teulada de teula plana a quatre vessants. La casa és de petites dimensions i destaca la teulada que és molt gran en proporció a l'edifici. Una escalinata amb barana dona accés a la porta d'entrada que és allindada i de grans dimensions; la llinda està decorada amb una cornisa motllurada. A banda i banda hi ha dues finestres que tenen la llinda decorada amb relleus. Per sobre hi ha un fris llis on es troben els respiradors decorats amb relleus calats. Sota el ràfec de la teulada hi ha un fris amb esgrafiats.
La casa està envoltada per un jardí i la porta de la tanca que dona a la Rambla té dos pilastres coronades per petits fanals.